# Ólafur Egilsson

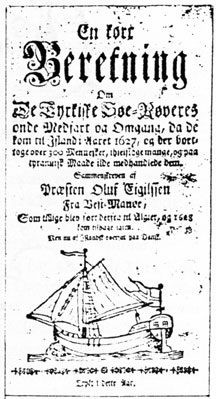
Az Ólafur Egilsson utazásai dán kiadásának címlapja.

Ólafur Egilsson (1564 – 1639 március 1.) a Vestmann-szigetekről származó izlandi evangélikus lelkész, utazó.

## Életrajza
Feleségével és két fiával, valamint körülbelül 400 további izlandival együtt algériai és török kalózok rabolták el 1627-ben az izlandi történetírás által Tyrkjaránið-nak vagyis Törökdúlásnak nevezett eseménysorozat idején. A foglyul ejtett izlandiakat a kalózok rabszolgának adták el Algírban és más észak-afrikai városokban.
Ólafur Egilsson hamarosan kiszabadult fogságából és Szardínia, Livorno, Genova, Marseille, Németalföld és Koppenhága érintésével 1628-ban hazatérhetett izlandi otthonába. Ezt követően megírta visszaemlékezéseit, amit dán és izlandi nyelveken Az 1627-ben kalózok által foglyul ejtett Ólafur Egilsson tiszteletes utazásai címmel jelentettek meg. Ólafur Egilsson feleségét csak hazatérését követően mintegy tíz évvel, míg gyermekeit soha nem láthatta viszont.

## Külső hivatkozások
- reisubok.net